# Relazioni bilaterali tra Polonia e Ucraina
Le relazioni bilaterali tra Polonia e Ucraina sono le relazioni culturali e politiche tra Polonia e Ucraina.